# Philip George Houthem Gell
Philip George Houthem Gell (20 octobre 1914 - 3 mai 2001)  est un immunologiste britannique travaillant dans la Grande-Bretagne d'après-guerre. 
Il a développé en collaboration avec Robin Coombs, la classification de Gell et Coombs des hypersensibilités. Il a été élu membre de la Royal Society en 1969. 